# Jochen Mannhart
Jochen Mannhart (* 24. April 1960 in Metzingen) ist ein deutscher Physiker.

## Leben
Mannhart studierte 1980 bis 1986 Physik an der Universität Tübingen, wo er 1987 promoviert und 1994 habilitiert wurde.
1987 bis 1989 war er Gastwissenschaftler am IBM Thomas J. Watson Research Laboratory in Yorktown Heights (New York) und danach bis 1996 am IBM Laboratorium Zürich, wo er 1992 bis 1996 Manager der Gruppe „Neue Materialien und Heterostrukturen war“. 1996 erhielt er einen Ruf auf den Lehrstuhl für Experimentalphysik VI am Zentrum für Elektronische Korrelationen und Magnetismus an der Universität Augsburg.
Im Sommer 2011 siedelte er als Mitglied des Direktoren-Kollegiums zum Max-Planck-Institut für Festkörperforschung nach Stuttgart über.

### Preise und Auszeichnungen
Im Juni 2014 wurde Jochen Mannhart der CMD Europhysics Prize der European Physical Society verliehen. Am 6. Dezember 2007 wurde er von der Deutschen Forschungsgemeinschaft (DFG) mit dem Gottfried-Wilhelm-Leibniz-Preis, Dotierung 2,5 Mio. Euro, als Preisträger des Jahres 2008 für seine Forschungen im Bereich der experimentellen Festkörperphysik ausgezeichnet. 1986 erhielt er den Dr. Friedrich-Förster-Preis der Uni Tübingen. 2005 wurde er Fellow der American Physical Society.

### Forschung
Mannhart entwickelte u. a. neue rein oxidische Feldeffekttransistoren, bei denen Phasenübergänge an Grenzflächen geschaltet werden, zum Beispiel Übergänge zur Supraleitfähigkeit. Mit seiner Gruppe verbesserte er Rastersondenmikroskope (Frequenzmodulierte Lateralkraftmikroskopie), die bei einer Auflösung von 77 Pikometern erstmals auch subatomar auflösten, und mit denen seine Gruppe u. a. den atomaren Mechanismus der Reibung untersuchte. Mannhart optimierte die Korngrenzflächen in Hochtemperatursupraleitern für deren praktische Anwendung zum Beispiel in Kabeln (Vergrößerung der Kristalloberflächen, Dotierung der Oberflächen, Ausrichtung der Kristalle).

## Schriften
- L. Li, C. Richter, S. Paetel, T. Kopp, J. Mannhart, R. C. Ashoori:  Very large capacitance enhancement in a two-dimensional electron system. In: Science. Band 332, 2011, S. 825–828 doi:10.1126/science.1204168
- J. Mannhart, D. G. Schlom:  Oxide interfaces – An opportunity for electronics. In: Science. Band 327, 2010, S. 1607–1611 doi:10.1126/science.1181862
- C. Cen, S. Thiel, J. Mannhart, J. Levy:  Oxide nanoelectronics on demand. In: Science. Band 323, 2009, S. 1026–1030 doi:10.1126/science.1168294
- F. Loder, A.P. Kampf, T. Kopp, J. Mannhart, C. W. Schneider, Y. S. Barash:  Magnetic flux periodicity of h/e in superconducting loops. In: Nature Physics. Band 4, 2008, S. 112–115 doi:10.1038/nphys813
- N. Reyren, S. Thiel, A. D. Caviglia, L. Fitting Kourkoutis, G. Hammerl, C. Richter, C. W. Schneider, T. Kopp, A.-S. Ruetschi, D. Jaccard, M. Gabay, D. A. Muller, J.-M. Triscone, J. Mannhart:  Superconducting interfaces between insulating oxides. In: Science. Band 317, 2007, S. 1196–1199 doi:10.1126/science.1146006
- S. Thiel, G. Hammerl, A. Schmehl, C. W. Schneider, J. Mannhart:  Tunable quasi-two-dimensional electron gases in oxide heterostructures. In: Science. Band 313, 2006, S. 1942–1945 doi:10.1126/science.1131091
- M. Herz, F J. Giessibl, J. Mannhart:  Probing the shape of atoms in real space. In: Physical Review B. Band 68, 2003, S. 045301 doi:10.1103/PhysRevB.68.045301
- F. J. Giessibl, M. Herz, J. Mannhart:  Friction traced to the single atom. In: PNAS. Band 99, 2002, S. 12006–12010 doi:10.1073/pnas.182160599
- F. J. Giessibl, S. Hembacher, H. Bielefeldt u. a.: Subatomic features on the silicon (111)-(7×7) surface observed by atomic force microscopy. In: Science. Band 289, 2000, S. 422–425 doi:10.1126/science.289.5478.422
- D. Dimos, P. Chaudhari, J. Mannhart u. a.: Orientation dependence of grain-boundary critical currents in YBa2Cu3O7-δ Bicrystals. In: Physical Review Letters. Band 61, 1988, S. 219–222 doi:10.1103/PhysRevLett.61.219
- J. Mannhart, J. Bosch, R. Gross u. a.: Two-dimensional imaging of trapped magnetic-flux quanta in Josephson tunnel-junctions. In: Physical Review B. Band 35, 1987, S. 5267–5269 doi:10.1103/PhysRevB.35.5267